# 7人制ラグビー男子スコットランド代表
7人制ラグビー男子スコットランド代表（英語: Scotland national rugby sevens team）は、国際大会に派遣される7人制ラグビーの男子スコットランド代表チームである。
ワールドラグビーセブンズシリーズ、ラグビーワールドカップセブンズなどに出場している。なおオリンピックは代表チームがオリンピック委員会単位での出場しか認められていないので出場できない。

## 歴史
7人制ラグビー初の国際トーナメント大会1973年国際セブンズAサイド・トーナメントにホスト国として参加。
その後2016年、ロンドンセブンズでワールドラグビーセブンズシリーズでの初優勝を果たした。

## 成績

### ワールドカップ
| 年   | ラウンド           | 順位     | 試       | 勝       | 負       | 分       |
| ---- | ------------------ | -------- | -------- | -------- | -------- | -------- |
| 1993 | ボウル準優勝       | 14       | 7        | 4        | 3        | 0        |
| 1997 | プレート準決勝敗退 | 11       | 6        | 3        | 2        | 1        |
| 2001 | 出場なし           | 出場なし | 出場なし | 出場なし | 出場なし | 出場なし |
| 2005 | カップ準々決勝敗退 | 5        | 6        | 4        | 2        | 0        |
| 2009 | プレート優勝       | 9        | 6        | 4        | 2        | 0        |
| 2013 | プレート準決勝敗退 | 11       | 5        | 3        | 2        | 0        |
| 2018 | カップ準々決勝敗退 | 7        | 4        | 2        | 2        | 0        |
| 計   | 優勝 0回           | 6/7      | 34       | 20       | 13       | 1        |

### ワールドセブンズシリーズ
- ※コアチームとして在籍したシーズンのみ
- 2004-2005シーズン - 9位
- 2005-2006シーズン - 10位
- 2006-2007シーズン - 9位
- 2007-2008シーズン - 10位
- 2008-2009シーズン - 9位
- 2009-2010シーズン - 12位
- 2010-2011シーズン - 10位[4]
- 2011-2012シーズン - 10位
- 2012-2013シーズン - 13位
- 2013-2014シーズン - 12位
- 2014-2015シーズン - 7位
- 2015-2016シーズン - 10位
- 2016-2017シーズン - 7位
- 2017-2018シーズン - 12位
- 2018-2019シーズン - 10位
- 2019-2020シーズン - 11位

## 直近大会の代表スコッド
1. トム・ブラウン (ラグビー選手)（英語版）
2. ダギー・ファイフ（英語版）
3. ロビー・ファーガソン
4. マックス・マクファーランド
5. ギャビン・ロウ（英語版）
6. エリー・ミラー（英語版）
7. ジェイミー・ファンデール（英語版）
8. ハービー・エルムス
9. アレック・クームズ
10. カール・ロウ（英語版）
11. コーラム・ヤング
12. パディ・ケリー（英語版）